# لیند مک‌کورمیک
لیند مک‌کورمیک (انگلیسی: Lynde D. McCormick؛ ۱۲ اوت ۱۸۹۵ – ۱۶ اوت ۱۹۵۶) ادمیرال نیروی دریایی ایالات متحده آمریکا بود، که در فاصله سال‌های ۱۹۵۰ تا ۱۹۵۱ به‌عنوان ششمین جانشین فرمانده عملیات نیروی دریایی آمریکا فعالیت می‌کرد و از ژوئیه تا اوت ۱۹۵۶ سرپرست فرمانده عملیات نیروی دریایی آمریکا بود.
مک‌کورمیک فعالیت نظامی را از سال ۱۹۱۵ در نیروی دریایی آمریکا آغاز کرد، از ۱۹۱۹ تا ۱۹۲۰ فرمانده یواس‌اس بیرمنگام و از ۱۹۲۰ تا ۱۹۲۱ فرمانده یواس‌اس بیوکنن بود و از ۱۹۲۴ تا ۱۹۲۵ فرماندهی یواس‌اس آر-۱۰ را برعهده داشت.
وی از ۱۹۵۴ تا ۱۹۵۶ فرمانده کالج جنگی نیروی دریایی بود و در فاصله سال‌های ۱۹۵۱ تا ۱۹۵۴ فرماندهی نیروهای ناوگان ایالات متحده آمریکا را برعهده داشت. 